# خانم‌های لرد کمبر
خانم‌های لرد کمبر (انگلیسی: Lord Camber's Ladies) فیلمی بریتانیایی در ژانر درام است که در سال ۱۹۳۲ منتشر شد. آلفرد هیچکاک تهیه‌کننده این فیلم بوده‌است. از بازیگران آن می‌توان به جرالد دو موریر، گرترود لارنس، بنیتا هیوم، و نایجل بروس اشاره کرد.

## طرح
اشراف‌زاده‌ای با یک خواننده ازدواج می‌کند، اما پس از آن که از زن دیگری خوشش می‌آید، تلاش می‌کند او را به قتل برساند.

## بازیگران
برخی بازیگران این فیلم عبارتند از:
- جرالد دو موریر
- گرترود لارنس
- بنیتا هیوم
- نایجل بروس
- کلر گریت